# A barré horizontalement
Ne doit pas être confondu avec Ⱥ, ꬰ ou ₳.
A barré, ou A barré horizontalement (majuscule : A, minuscule : a) est une lettre additionnelle de l’alphabet latin utilisée au XIXe siècle dans une proposition d’orthographe allemande.
Cette lettre est formée d’un A diacrité avec une barre inscrite. Elle n’est pas à confondre avec le A barré diagonalement ‹ Ⱥ, ⱥ ›, avec l’alpha latin barré ‹ ꬰ ›, ni avec le symbole de l’austral ‹ ₳ ›.

## Utilisation
Le A barré est utilisé dans la notation atomique de Jöns Jacob Berzelius, utilisé à partir de 1827 au XIXe siècle, où les symboles avec une lettre initiale barrée représentent deux atomes, par exemple dans Al pour deux atomes d’aluminium,.
Le a barré est proposé dans l’orthographe allemande de Friedrich Wilhelm Fricke dans les années 1870 et représente une voyelle mi-ouverte antérieure non arrondie [ɛ]. Dans cette orthographe, utilisée dans le journal Reform, les voyelles barrées ‹ a, ɵ, ʉ › sont utilisées à la place des lettres allemandes avec umlaut ‹ ä, ö, ü ›,. En écriture manuscrite cursive, les membres de l’Association pour l’orthographe allemande simplifiée utilisent un trait à gauche des lettres a, o, u. Fricke remplacera par la suite ses lettres par les lettres avec une encoche à gauche ‹ ꞛ, ꞝ, ꞟ ›, avant que celles-ci ne soient définitivement abandonnées.

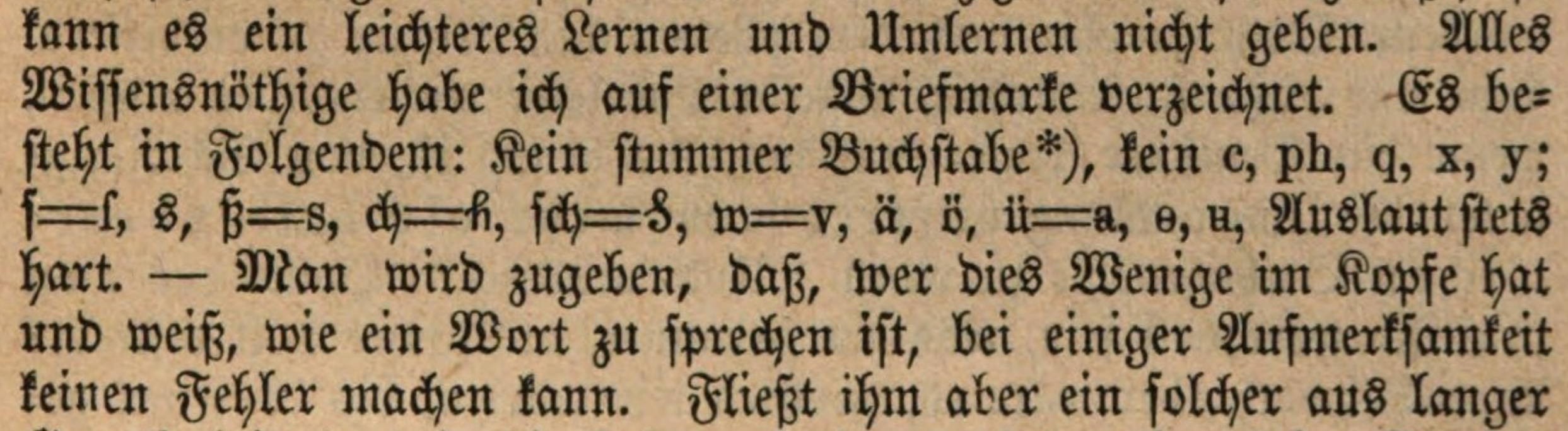
Description de l’orthographe allemande de Fricke en 1877.
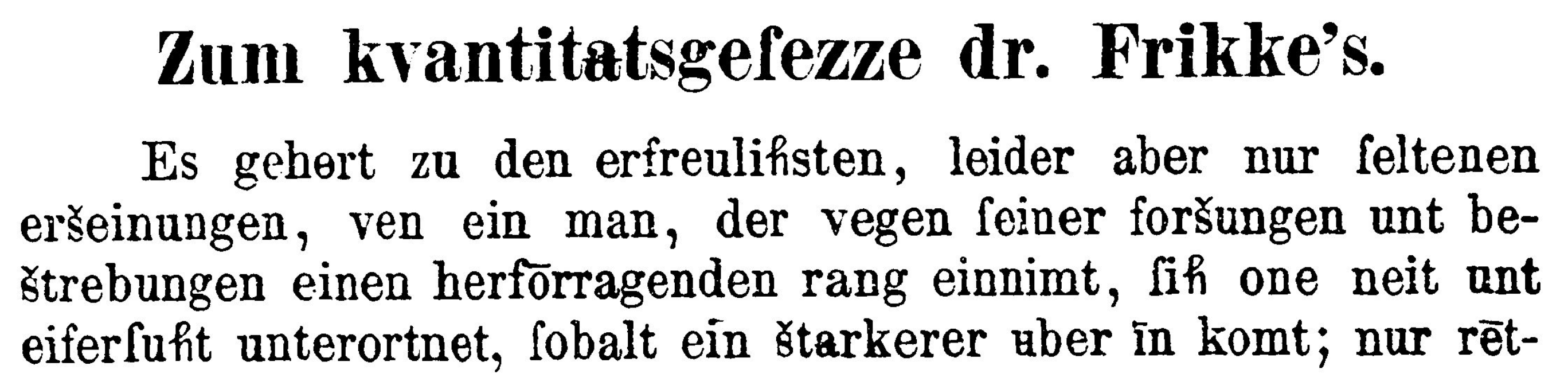
Exemple de l’orthographe allemande de Fricke dans le journal Allgemeine deutsche Lehrerzeitung de 1877.

Dans plusieurs ouvrages publiés des années 1880 jusqu’aux années 1900, Leo Reinisch (de) utilise le a barré ‹ a › dans la transcription des langues couchitiques, par exemple en afar pour [e], [eː] ou parfois [a].
Le a barré ‹ a › est utilisé dans une étude de thuringeois central, un dialecte moyen allemand, par Gustav Kirchner en 1913.
Friedrich Schürr utilise aussi ‹ a › comme symbole phonétique dans une étude du romagnol de 1919.
Le Historische Ortsnamen von Bayern utilise, dans sa variante de la transcription phonétique Teuthonista, le a barré pour transcrire un a centralisé, par exemple dans les prononciations des toponymes :
- Acker [aka̶r][11],
- Gaisalpe [gâ̶isalp][12],
- Hagenmühle [hą̄gą̶mīl][13],
- Landmannsdorf [laͦmbmǝšdâ̶rf][14],
- Neuhausen [nuihấ̶osǝ][15],
- Rauhen [rɵ̨u̯a̶][16],
- Steindorf [štō̃ə̃da̶rv][17].

Le a barré ‹ a › a été utilisé dans quelques orthographes comme celles du ghomala’, du medumba et du nufi dans les années 1970,,,,,, avant d’être remplacé avec l’Alphabet général des langues camerounaises par l’alpha latin ‹ ɑ ›  en medumba et nufi et le digramme ‹ aə › en ghomala’.

## Représentation informatique
Le a barré n’a pas de représentation informatique standardisée. Il peut être présenté à l’aide de formatage sur la lettre A ‹ A, a › ou en combinant la lettre A avec un diacritique barre courte couvrante ‹ A̵, a̵ › ou un diacritique barre longue couvrante ‹ A̶, a̶ ›.